# Petrova Gora
Petrova Gora es una aldea del municipio de Lobor, situado en el condado de Krapina-Zagorje. Según el censo de 2021, tiene una población de 405 habitantes.